# Joaquín Ventura
Joaquín Alonso Ventura (27 de outubro de 1956) é um ex-futebolista profissional salvadorenho, que atuava como meio-campo.

## Carreira
Joaquín Ventura fez parte do elenco da histórica Seleção Salvadorenha de Futebol das Copas do Mundo de 1982. 